# Уортли Монтегю, Эдвард
Эдвард Уортли-Монтегю (англ. Edward Wortley Montagu; 1713 — 29 апреля 1776) — английский писатель, путешественник. Член британского парламента в 1747—1754 гг. и 1754—1768 гг. Автор «Размышления о возвышении и падении античных республик» (1759).
Член Лондонского королевского общества (1750).

## Биография
Родился в семье дипломата Эдварда Уортли Монтегю (прямого потомка 1-го графа Сэндвича) и леди Мэри Уортли Монтегю, известной своими сочинениями. Унаследовал эксцентричность своей матери. В 1716 году совершил путешествие со своими родителями в Константинополь, а в марте 1716-17[уточнить] года в Бейоглу, где был привит от черной оспы, став первым британцем, подвергшимся вакцинации.
После возвращения в Англию в 1718 году, родители отдали Эдварда Монтегю в Вестминстерскую школу, из которой неоднократно сбегал. В июле 1726 года, его нашли в Оксфорде и с трудом вернули в школу. В августе 1727 года снова сбежал на несколько месяцев. Также два подобных случая упоминаются его наставником, Форстером, капелланом герцогини Кингстон, но без указания дат. Первый раз закончился его поимкой в Блэкволле, после года отсутствия. Во второй Эдвард Монтегю сбежал в Порту, где работал на виноградниках. По запросу английского консула был арестован, опознан, помещён на английский корабль и, по прибытии в Англию возвращён своим родителям.
Совершил путешествия со своим наставником в Вест-Индию, а затем в Нидерланды. В 1741 году серьезно занялся изучением арабского языка в Лейденском университете и по возвращении продолжил его изучение. Отец выделил Эдварду Монтегю скудную стипендию, вследствие чего он был долгое время обременен долгами.
С 1743 по 1748 год служил в британской армии, сначала в качестве корнета в 7-й драгунской гвардии, а затем в качестве капитан-лейтенанта в 1-м пехотном полку. Сражался в битве при Фонтенуа. Оставил службу в 1748 году. Потом много лет путешествовал по миру. Свои путешествия сопровождал записями и эскизами в дневнике. После возвращения на родину в 1769 году занялся кабинетными штудиями.

Редкая карта Залива Амбрасия, Превеза и Лефкас, нарисованная и опубликованная Эдвардом Вортли Монтагу, в 1760 году

В 1747 году избран депутатом парламента от Хантингтоншира. Был одним из секретарей на подписании второго ахенского мирного договора — договора, который окончил войну за австрийское наследство. В 1751 году он был вовлечен в карточную ссору в Париже: обыграл еврея в карты, и когда тот отказался платить — ограбил его. Был арестован и помещен на одиннадцать дней в тюрьму Большой Шатле. После первого слушания был освобожден и приговорен к штрафу 300 ливров. 1754—1768 — снова член британского парламента. Написал «Размышления о восхождении и падении античных республик …» (1759). 
В конце жизни совершил обширное путешествие на Восток, а художник Джордж Ромни описывал его как живущего по-турецки в Венеции. Свободно разговаривал на иврите, арабском, арамейском и персидском языках, также был отличным оратором. Его семья считала его сумасшедшим, и его мать оставила ему в наследство всего одну гинею. Отец оставил Эдварду наследство в размере годового дохода в 1000 фунтов стерлингов, а основная часть имущества перешла его сестре, леди Бьют. Он умер в Падуе, в Италии.